# Ådalsmotorvejen
Autostrada Ådalsmotorvejen – dwukilometrowy autostradowy łącznik centrum Ålborgu z autostradą Nordjyske Motorvej (M70) na węźle Ålborg-Centrum.
Autostrada oznakowana jest jako E45.